# Principe de proportionnalité
Pour les articles homonymes, voir Proportionnalité (homonymie).
 (décembre 2018).
Le principe de proportionnalité est un concept en droit. Le terme possède divers sens selon les législations et peut être défini de façon générale comme un principe d'adéquation des moyens à un but.

## Par pays

### Canada

#### Droit pénal canadien
Le principe de la proportionnalité des peines est énoncé à l'article 718.1 du Code criminel : « La peine est proportionnelle à la gravité de l’infraction et au degré de responsabilité du délinquant ». Dans l'hypothèse d'un jugement, le juge prononcera une peine dont la gravité sera proportionnelle à l'implication du prévenu à l'acte litigieux. Le juge doit, par ailleurs, se charger de recueillir tous les paramètres possibles, comme l'état du coupable présumé (conscience, en ébriété, sous stupéfiants, etc.), le contexte précis au moment de l'infraction et tout autre élément extérieur ayant pu influer l'infraction en cause et son auteur.

#### Droit constitutionnel canadien
L'examen du critère de proportionnalité est la dernière étape du test Oakes de l'article 1 de la Charte canadienne des droits et libertés.

#### Droit civil québécois
En droit québécois, le principe de proportionnalité est codifié à l'article 18 du Code de procédure civile du Québec : 

« Les parties à une instance doivent respecter le principe de proportionnalité et s’assurer que leurs démarches, les actes de procédure, y compris le choix de contester oralement ou par écrit, et les moyens de preuve choisis sont, eu égard aux coûts et au temps exigé, proportionnés à la nature et à la complexité de l’affaire et à la finalité de la demande.
Les juges doivent faire de même dans la gestion de chacune des instances qui leur sont confiées, et ce, quelle que soit l’étape à laquelle ils interviennent. Les mesures et les actes qu’ils ordonnent ou autorisent doivent l’être dans le respect de ce principe, tout en tenant compte de la bonne administration de la justice. »

### France
L’exigence de la proportionnalité des peines procède de l’article 8 de la Déclaration des droits de l'homme et du citoyen de 1789, selon lequel la loi ne doit établir que des peines strictement et évidemment nécessaires.
Ce principe portant sur la proportionnalité se trouve dans plusieurs matières du droit et ce concept peut évoluer dans des volets différents en fonction des droits où il est appliqué.
Le principe de proportionnalité a une incidence particulièrement importante en droit administratif : dans un État de droit, l'administration ne peut que prendre des mesures qui sont strictement nécessaires pour maintenir ou rétablir l'ordre public.
La proportionnalité a deux fonctions essentielles qui consistent à reconnaître la légalité d'un droit et à être le seul motif valable pour restreindre un droit en matière de droit du travail.
Le principe de proportionnalité implique que la peine prononcée soit évaluée en fonction de la gravité de l'infraction, de la situation du délinquant et de ses capacités de réinsertion (voir article 130-1 du code pénal).

### Union européenne
En droit de l'Union européenne, le principe de proportionnalité implique que le contenu et la forme de l'action de l'Union n'excèdent pas ce qui est nécessaire pour atteindre les objectifs des traités. Il est en lien avec le principe de subsidiarité.
L'Union européenne résulte de 17 traités.
Cette notion de proportionnalité est visible dans beaucoup de domaines en droit européen tel qu’en matière pénale.

#### Droit pénal européen
Le principe de proportionnalité en droit pénal européen limite son action aux moyens nécessaires pour la réalisation de son action et il suppose également de vérifier s'il y a une nécessité de recourir au droit pénal car l'Union européenne ne doit recourir au droit pénal que lorsque les autres moyens sont insuffisants pour y remédier.

### Suisse
En Suisse, la Constitution fédérale prévoit que « l’activité de l’État doit répondre à un intérêt public et être proportionnée au but visé » (article 5).
Le principe de proportionnalité est particulièrement important lors de la restriction des droits fondamentaux : « toute restriction d’un droit fondamental doit être proportionnée au but visé » (article 36, alinéa 3 de la Constitution), c'est-à-dire « nécessaire et adéquat à la réalisation des buts d'intérêt public poursuivis » de même que raisonnable (proportionnalité au sens strict selon le Tribunal fédéral, avec une pesée d'intérêts entre les différents éléments).
Par exemple, l'usage de la force par la police doit être conforme aux principes de nécessité et de proportionnalité,,.

## Droit international humanitaire
Comme le précise le Protocole I dans son article 52, les préjudices causés aux civils ou aux biens civils doivent être proportionnés et ils ne doivent pas être « excessifs par rapport à l'avantage militaire concret et direct attendu » à l'issue d'une attaque sur un objectif militaire,.
Luis Moreno Ocampo, alors procureur principal auprès de la Cour pénale internationale, a enquêté sur des plaintes relatives à des crimes de guerre pendant l'invasion de l'Irak en 2003 (en). Il a publié une lettre ouverte pour communiquer ses conclusions et, dans une section intitulée « Allégations concernant des crimes de guerre », il clarifie la notion du principe de distinction et de proportionnalité :

« En droit international humanitaire et selon le Statut de Rome, la mort de civils au cours d’un conflit armé, et ce quels qu’en soient la gravité et le caractère regrettable, ne constitue pas en elle-même un crime de guerre. Le droit international humanitaire et le Statut de Rome autorisent les belligérants à lancer des attaques proportionnées sur des objectifs militaires, même lorsqu’ils savent que des civils pourraient être tués ou blessés. Il y a crime lorsqu’une attaque est dirigée délibérément contre la population civile (principe de distinction) (article 8(2)(b)(i)) ou qu’une attaque est lancée sur un objectif militaire en sachant que les blessures qu’elle causera incidemment aux personnes civiles seraient manifestement excessives par rapport à l’avantage militaire attendu (principe de proportionnalité) (article 8(2)(b)(iv).
L’article 8(2)(b)(iv) incrimine :

Le fait de diriger intentionnellement une attaque en sachant qu’elle causera incidemment des pertes en vies humaines dans la population civile, des blessures aux personnes civiles, des dommages aux biens de caractère civil ou des dommages étendus, durables et graves à l’environnement naturel qui seraient manifestement excessifs par rapport à l’ensemble de l’avantage militaire concret et direct attendu ;

L’article 8(2)(b)(iv) se fonde sur les principes de l’article 51(5)(b) du Protocole additionnel aux Conventions de Genève de 1949 (Protocole I) mais restreint l’interdiction pénale à des cas qui sont « manifestement » excessifs.
 L’application de l’article 8(2)(b)(iv) exige, entre autres, d’évaluer :

(a) les blessures attendues aux personnes civiles et les dommages attendus aux biens de caractère civil;

(b) l’avantage militaire attendu ; et

(c) si (a) était « manifestement excessif » par rapport à (b).

En plus de remplir les critères des éléments d’un crime, les renseignements doivent également indiquer la participation nécessaire d’un ressortissant d’un État partie pour que le crime puisse relever de la compétence de la Cour. »